# Sportium
Sportium es una casa de apuestas en España fundada en el año 2007 por CIRSA y Ladbrokes Coral Group en la tipología de empresa conjunta, con presencia internacional desde 2016. 

## Historia
Sportium se fundó oficialmente en el año 2007. CIRSA y Ladbrokes Coral Group actuaron como socias del proyecto, que fue presentado como una empresa conjunta entre ambas.
En el año 2008, Sportium abrió su primer local en España, concretamente en la ciudad de Madrid. Inicialmente sus servicios en el sector estaban disponibles solo de forma presencial, pero en 2013 inició su trayectoria digital, con el lanzamiento de sportium.es. En 2016 la empresa inició sus operaciones internacionales en Panamá. Un año después se expandió a Colombia. Desde entonces, Sportium mantiene su doble presencia en la red y con establecimientos físicos en España, Colombia y Panamá, con distintos modelos de servicio basados en zonas de apuestas, tiendas de apuestas y hostelería.
Tras la firma de un acuerdo con Ladbrokes Betting & Gaming Limited en 2019, CIRSA se convirtió en única propietaria de Sportium, al adquirir el 50 % restante por 70 millones de euros.
Desde 2014 hasta 2021 fue la casa de apuestas oficial de LaLiga, Primera División de fútbol de España.

## Operaciones
El proceso de internacionalización de Sportium comenzó en 2016, impulsado por su condición de ‘casa de apuestas oficial de LaLiga’, aunque un año antes ya comenzó sus operaciones en México, bajo la denominación de Sportiumbet.
Tras su desembarco en Panamá y Colombia, en 2018 firmó un acuerdo con el grupo francés Pari Mutuel Urbain (PMU) ampliando sus actividades a las carreras de caballos francesas.
En 2019, la multinacional del sector de los juegos de azar CIRSA se hizo con el 100 % de Sportium.

### España
En 2021 adquirió Marca Apuestas, propiedad hasta entonces de Unidad Editorial.

### Colombia
En 2017, Sportium comenzó a operar en Colombia, continuando así con el proceso de internacionalización iniciado el año anterior en Panamá. El mercado de las apuestas online acababa de ser regulado en Colombia.
En 2021, CIRSA adquirió la plataforma Sportium Colombia. Con este movimiento, Sportium pasó a operar en 26 ciudades colombianas con un total de 72 casinos/centros de entretenimiento. La adquisición supuso una inversión de unos 10 millones de dólares y situó a Sportium como uno de los cinco grandes operadores de apuestas online en Colombia.

### Panamá
El 16 de septiembre de 2016, Sportium inició su plan de expansión por Latinoamérica con la apertura de su primer establecimiento en Panamá, el Casino Fantastic Gran Estación de Panamá City. CIRSA está presente en 31 casinos panameños.

## Patrocinios

### Patrocinador oficial de La Liga de Fútbol en España
En 2014 Sportium realizó un acuerdo como Patrocinador Oficial de LaLiga del fútbol en España para la temporada 2014/2015. Este acuerdo se ha ido renovando hasta 2021 y vinculó a la marca con distintas competiciones de fútbol en España además de la Liga de primera división. Estas  competiciones fueron LaLiga Santander, la Copa del Rey y la Liga Smartbank. Estos patrocinios tuvieron que ser cancelados debido al Real Decreto 958/2020, de 3 de noviembre, de comunicaciones comerciales de las actividades de juego. A partir de su publicación se prohibió cualquier patrocinio de evento deportivo a las casas de apuestas en España.

### Patrocinador oficial del Manchester City en Latinoamérica
En 2022 Sportium se convirtió en socio oficial de apuestas del Manchester City.

## Premios obtenidos
En 2019 recibió el premio al Mejor Operador del mercado español en la sexta edición de los Premios eGaming.